# Replay - L'altra mia estate
Replay - L'altra mia estate è un album di Edoardo Vianello, pubblicato nel 2008.
Per la copertina ha collaborato l'artista Pablo Echaurren.

## Tracce
1. Quando quando quando
2. Sei diventata nera
3. Luglio
4. A B C D
5. Gli occhi miei
6. Tintarella di luna
7. Con te sulla spiaggia
8. Il pullover
9. Stessa spiaggia stesso mare
10. La donna riccia
11. Il tuo bacio è come un rock
12. La partita di pallone
13. Il ballo di Simone